# Ané Doorson
André Edwin Doorson (7 de abril de 1927 en Beneden-Para - 4 de junio de 1997 en Nieuw Nickerie) es un escritor de Surinam. Suele utilizar el seudónimo de Ané Doorson y a veces el de Jaw de Zwerver.

## Biografía
Doorson trabajó como maestro, carnicero, vendedor (representante sindical), anunciador de radio, periodista y oficial de Nieuw-Nickerie. Es un destacado autor sranan. En su obra se expresa el humor criollo cotidiano y la vitalidad y originalidad popular. Realizó trabajos adaptaciones para publicaciones surinamesas, por ejemplo La zapatera prodigiosa de García Lorca a So wan lobi diri [Un amor demasiado costoso] que fue puesta en escena en numerosas ocasiones. Escribió historias para la revista Soela y la antología "Nieuwe Surinaamse verhalen" (1986) y poemas en la revista Moetete (1968). Y trajo la historia de Henry Balker Het levenswater van Ana Bolindo-Kondre (1978, 'El agua de la vida de Ana - Bolindo Krin'). En 1992 fue designado "Caballero Honorario de la Orden de la Palma". 